# The Notorious B.I.G.
Christopher George Latore Wallace, mer känd under artistnamnet The Notorious B.I.G., född 21 maj 1972 i Brooklyn i New York, död 9 mars 1997 i Los Angeles i Kalifornien, var en amerikansk rappare.
The Notorious B.I.G. var Christopher Wallaces officiella artistnamn som musikartist, men han använde sig även av fler alias. Han är också populärt känd som Biggie Smalls (efter en gangster i filmen Kalabalik i gangstervärlden från 1975), Big Poppa och Frank White (från filmen King of New York).

## Biografi

### Uppväxt
Christopher George Latore Wallace föddes i Bedford-Stuyvesant, Brooklyn, New York och var enda barnet till Voletta Wallace (1947-2025), en jamaicansk förskollärare, och George Latore, en svetsare. Hans far lämnade familjen när Wallace var två år gammal, och lämnade Voletta med två arbeten för att försörja honom. Vid 12 års ålder började han sälja droger. Hans mor, som ofta var borta och jobbade, visste inte att hennes son sålde droger förrän han var vuxen.

### Musikkarriär
När han debuterade med 1994 års album Ready to Die, var han en centralfigur inom östkustens hiphopscen, och ökade New Yorks status inom amerikansk hiphop. På debutskivan samplade han bland annat Mtumes låt Juicy Fruit på sin stora hit Juicy. Följande år ledde Wallace sina barndomsvänner till listsuccéer med sin grupp Junior M.A.F.I.A.
Wallace var djupt involverad i rivaliteten mellan den amerikanska väst- och östkusten som dominerade dåtidens hiphop-scen.
Wallaces dubbelskiva Life After Death, som släpptes femton dagar efter hans död, hamnade på plats nummer ett på amerikanska albumlistan. Wallace uppmärksammades för sitt "lösa, mjuka flow", sina mörka, delvis självbiografiska texter samt sina färdigheter inom historieberättande. Sedan hans död har två album till släppts och han beskrivs av media som en av de bästa rapparna någonsin.

### Död
Den 9 mars 1997 sköts The Notorious B.I.G. till döds av en okänd gärningsman i en drive-by shooting vid ett trafikljus i hörnet Wilshire Blvd / South Fairfax Ave i Los Angeles. Klockan var omkring 00.45 lokal tid.
2009 släpptes filmen Notorious, som är en skildring av Wallaces liv.

## Diskografi

### Studioalbum
- 1994 – Ready to Die
- 1997 – Life After Death

### Album släppta postumt
- 1999 – Born Again
- 2005 – Duets: The Final Chapter

### Samlingsalbum
- 2007 – Greatest Hits

## Eftermäle
Christopher George Latore Wallace har också varit föremål för karikatyr i den tecknade tv-serien South Park i säsong 10 del 11, 25 oktober 2006 (med röst av Eldridge 'El Hud' Hudson). Där dyker han upp som ett spöke och försöker skjuta en varje gång man tittar i spegeln och säger "Biggie Smalls" 3 gånger.
The Notorious B.I.G. är inspiration till den tecknade karaktären Noticeably F.A.T. i Futurama. 
Likt många andra artister och band från sjuttio-, åttio-, och nittiotalen är han namne åt en karaktär i den Japanska mangan JoJo's Bizarre Adventure, mer specifikt skurken Carne och dennes stand-förmåga Notorious B.I.G. från del 5, "Vento Aureo".